# Premios Buero Vallejo
Los Premios Buero Vallejo, Premios Buero-Vallejo o Premios Buero de Teatro son unos galardones concedidos anualmente a profesionales del teatro en España, con la finalidad de premiar y reconocer la calidad de las producciones teatrales jóvenes más destacadas.
Los premios fueron creados en el año 2003 y su denominación es honor al dramaturgo español Antonio Buero Vallejo (1916-2000). La finalidad de estos galardones es premiar las producciones teatrales jóvenes puestas en escena por grupos de teatro escolares, grupos de teatro no escolares (asociaciones, talleres de teatro...) o grupos de teatro universitarios o superiores (colegios mayores, universidades, escuelas de teatro…).

## Historia
Los Premios Buero Vallejo fueron creados en el año 2003 por la Fundación Coca-Cola (Fundación Coca-Cola Juan Manuel Sáinz de Vicuña) y el Ministerio de Cultura del Gobierno de España. Actualmente, también participa el Instituto Nacional de las Artes Escénicas y de la Música (INAEM).
El objetivo de los premios es reconocer y premiar la calidad de las producciones teatrales jóvenes puestas en escena por grupos de teatro escolares, grupos de teatro no escolares (asociaciones, talleres de teatro...) o grupos de teatro universitarios o superiores (colegios mayores, universidades, escuelas de teatro…) formados por jóvenes actores y actrices entre 14 y 21 años.
En cuatro comunidades autónomas en las que los premios se presentan además con denominaciones propias. Así, en Cataluña toman el nombre de Premio "Ovidi", en Aragón, premios "Hermanos Argensola", en Canarias, Premios "Pedro García Cabrera" y en las Islas Baleares el premio "Jaume Vidal Alcover".
Los premios son otorgados a nivel regional, en el cual los jurados regionales eligen los montajes ganadores de cada comunidad autónoma, y a nivel nacional, en el que un jurado nacional designa los cuatro mejores montajes (3 escolares y 1 no escolar), que representan sus obras, dentro de la Semana de Teatro Joven de Madrid, en grandes teatros de la capital como el Teatro La Latina, Teatro Valle-Inclán...
Los Premios Buero Vallejo son considerados una "cantera de jóvenes talentos". Hasta el año 2022, 98.000 jóvenes actores y actrices han participado en los Premios Buero y 4.990 han sido las producciones y montajes teatrales que han sido candidatos a los premios desde el nacimiento de los galardones en 2003.
Entre los actores y actrices galardonados con el Premio Buero Vallejo están, entre otros, Nacho Sánchez, Chechu Salgado, Aida Flix, Natalia Huarte, Cristina García, Fabio Arrante, Jaime Riba, Ander Barinaga-Rementeria, Santi Cuquejo, Koldo Olabarri, Ainhoa Artetxe, Carmen Climent, Nerea Elizalde, Julen Guerrero, Lorea Lyons, Ane Inés Landeta, Ana Peinado...
En el nivel regional de los Premios Buero se entregan las categorías de mejor espectáculo o producción teatral y mejor actor y mejor actriz con su correspondiente gala de entrega de premios. A nivel nacional sólo se entrega la categoría de mejor espectáculo o producción teatral.
En el año 2020, debido a la pandemia de la COVID-19 las galas de entrega de los premios, regionales y nacional, fueron retransmitidas de forma online, en una gala muy especial que contó con la participación del actor Antonio Banderas, quien definió a los participantes como el "futuro del teatro español". También participaron Sergio Peris-Mencheta, Manuel Galiana, Antonio Resines, María Adánez, Carlos Hipólito, Juan Echanove, Cayetana Guillén-Cuervo o Emilio Gutiérrez-Caba.
En el año 2013, la gala de entrega de premios, contó con la participación de la Reina de España Letizia Ortiz.

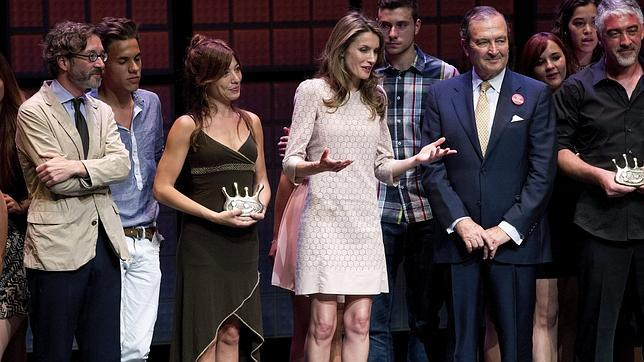
La Reina Letizia en la ceremonia de entrega de los Premios Buero Vallejo en el Teatro Valle-Inclán de Madrid en 2013.

## Palmarés
El palmarés de los premios es el siguiente:
14ª Edición (2017):
Compañía La Inestable (Lleida), con la obra “Q”
13ª Edición (2016):
Compañía Otromundo (Navarra), con la obra "Azul"
12ª Edición (2015):
Compañía La Inestable 21 (Aula de Teatro de LLeida de Catalunya), con la obra "Naün"
11ª Edición (2014):
Compañía El Traç (Baleares), con la obra "Si pudiera desaparecer...".
10ª Edición (2013):
Compañía Joves Clàssics (Barcelona), con la obra "Silencis"
9ª Edición (2012):
Compañía La inestable 21 (Aula de Teatro de LLeida de Catalunya), "Coma" de Antonio Gómez
8ª Edición (2011):
Compañía Ponent Jove (Barcelona), con “De-sideris (Looking for happiness)”
7ª Edición (2010):
Grupo Tarumba Teatro (Universidad Laboral de Ourense de Galicia), con “Don Juan”.
6ª Edición (2009):
Compañía Pablo Picasso (IES Pablo Picasso de Barcelona) con “Ni Romeo ni Julieta”.
5ª Edición (2008):
Grupo Tarumba Teatro (Universidad Laboral de Ourense de Galicia), con “Mort”.
4ª Edición (2007):
Grupo Tarumba Teatro (Universidad Laboral de Ourense de Galicia), con "Remanente, de Tito Asorey, basado en la novela "Los hijos del trueno"
3ª Edición (2006):
Grupo La Inestable 21 (Aula de Teatro de LLeida de Catalunya) por “La vida de Braulia”, de Rubén Escarpín
2ª Edición (2005):
Grupo Pobre (IES La Laboral de La Rioja), por la obra “En alta mar”, de Slawomir Mrozek
1ª Edición (2004):
Grupo Ratos (IES Doctor Faustí Barberá de Valencia), por la obra "Laburrimiento"

## Palmarés autonómico
El Palmarés Autonómico es:
Palmarés de Canarias
2017, El Principito, Escuela de Actores de Canarias (EAC) Las Palmas (Las Palmas de Gran Canaria)
Palmarés de Baleares
2017, Juventud, divino teatro, El Traç Musicaldansa (Ibiza)
Palmarés de Comunidad Valenciana
2017, Amoreux Solitaires, Triangle Teatre Compañía (Valencia)
Palmarés de Murcia
2017, La Espiral, Elenco 11 de la Escuela de Teatro Alhama de Murcia (Murcia)
Palmarés de Castilla-La Mancha
2017, Cianuro ¿solo o con leche?, Grupo Alonso Millán de la Escuela Joaquín Benito de Lucas (Toledo)
Palmarés de Andalucía
2017, Cruzados, Grupo Caja de Pandora de El Ejido (Almería)
Palmarés de Madrid
2017, Que el tiempo cura (y no es verdad), TILMUN TEATRO, CMU Isabel de España-CMU SEPI (Madrid)
Palmarés de Castilla y León
2017, Danzerto, Inquedanza (León)
Palmarés de La Rioja
2017, 13 en raya, Escenario Vacío (La Rioja)
Palmarés de Navarra
2017, Pinocho, La Madeja (Navarra)
Palmarés de País Vasco
2017, Nuestra querida Mary Poppins, Ánima Eskola (Vizcaya)
Palmarés de Cantabria
2017, Fenicias, Escuela de Teatro de los Corrales de Bulena (Cantabria)